# کونوپکی-یاوبژکوف ستوک
کونوپکی-یاوبژکوف ستوک (به لهستانی:  Konopki-Jałbrzyków Stok) یک روستا در لهستان است که در گمینا زامبروو واقع شده‌است.
 کونوپکی-یاوبژکوف ستوک  ۱۷۰ نفر جمعیت دارد.